# 360 kilomètres de Jarama 1988
Navigation
Édition précédente Édition suivante
Les 360 kilomètres de Jarama 1988 (officiellement appelé le  Supersprint Jarama ), disputées le 13 mars 1988 sur le Circuit permanent du Jarama ont été la deuxième manche du Championnat du monde des voitures de sport 1988.

## La course

### Classement de la course
Voici le classement officiel au terme de la course,,,.
- Les premiers de chaque catégorie du championnat du monde sont signalés par un fond jaune.
- Pour la colonne Pneus, il faut passer le curseur au-dessus du modèle pour connaître le manufacturier de pneumatiques.
- Les voitures ne réussissant pas à parcourir 75% de la distance du gagnant sont non classées (NC).

| Pos  | Classe | no  | Écurie                      | Pilotes                              | Châssis                            | Pneus | Tours | Temps                      |
| Pos  | Classe | no  | Écurie                      | Pilotes                              | Moteur                             | Pneus | Tours | Temps                      |
| ---- | ------ | --- | --------------------------- | ------------------------------------ | ---------------------------------- | ----- | ----- | -------------------------- |
| 1    | C1     | 1   | Silk Cut Jaguar             | Martin Brundle Eddie Cheever         | Jaguar XJR-9                       | D     | 109   | 2 h 30 min 04 s 979        |
| 1    | C1     | 1   | Silk Cut Jaguar             | Martin Brundle Eddie Cheever         | Jaguar 7.0L V12 Atmo               | D     | 109   | 2 h 30 min 04 s 979        |
| 2    | C1     | 61  | Team Sauber Mercedes        | Jean-Louis Schlesser Mauro Baldi     | Sauber C9                          | M     | 109   | + 19 s 273                 |
| 2    | C1     | 61  | Team Sauber Mercedes        | Jean-Louis Schlesser Mauro Baldi     | Mercedes-Benz M117 5.0L V8 Turbo   | M     | 109   | + 19 s 273                 |
| 3    | C1     | 3   | Silk Cut Jaguar             | John Watson John Nielsen             | Jaguar XJR-9                       | D     | 107   | + 2 tours                  |
| 3    | C1     | 3   | Silk Cut Jaguar             | John Watson John Nielsen             | Jaguar 7.0L V12 Atmo               | D     | 107   | + 2 tours                  |
| 4    | C1     | 5   | Brun Motorsport             | Manuel Reuter Uwe Schäfer            | Porsche 962C                       | M     | 107   | + 2 tours                  |
| 4    | C1     | 5   | Brun Motorsport             | Manuel Reuter Uwe Schäfer            | Porsche Type-935 3.0L Flat-6 Turbo | M     | 107   | + 2 tours                  |
| 5    | C1     | 10  | Porsche Kremer Racing       | Volker Weidler Kris Nissen           | Porsche 962C                       | Y     | 106   | + 3 tours                  |
| 5    | C1     | 10  | Porsche Kremer Racing       | Volker Weidler Kris Nissen           | Porsche Type-935 3.0L Flat-6 Turbo | Y     | 106   | + 3 tours                  |
| 6    | C1     | 6   | Brun Motorsport             | Oscar Larrauri Jesús Pareja          | Porsche 962C                       | M     | 106   | + 3 tours                  |
| 6    | C1     | 6   | Brun Motorsport             | Oscar Larrauri Jesús Pareja          | Porsche Type-935 3.0L Flat-6 Turbo | M     | 106   | + 3 tours                  |
| 7    | C2     | 111 | Spice Engineering           | Ray Bellm Gordon Spice               | Spice SE88C                        | G     | 104   | + 5 tours                  |
| 7    | C2     | 111 | Spice Engineering           | Ray Bellm Gordon Spice               | Ford Cosworth DFL 3.3L V8 Atmo     | G     | 104   | + 5 tours                  |
| 8    | C1     | 8   | Joest Racing                | Frank Jelinski "John Winter"         | Porsche 962C                       | G     | 103   | + 6 tours                  |
| 8    | C1     | 8   | Joest Racing                | Frank Jelinski "John Winter"         | Porsche Type-935 3.0L Flat-6 Turbo | G     | 103   | + 6 tours                  |
| 9    | C1     | 4   | Brun Motorsport             | Walter Brun Massimo Sigala           | Porsche 962C                       | M     | 103   | + 6 tours                  |
| 9    | C1     | 4   | Brun Motorsport             | Walter Brun Massimo Sigala           | Porsche Type-935 3.0L Flat-6 Turbo | M     | 103   | + 6 tours                  |
| 10   | C2     | 107 | Chamberlain Engineering     | Claude Ballot-Léna Jean-Louis Ricci  | Spice SE88C                        | A     | 103   | + 6 tours                  |
| 10   | C2     | 107 | Chamberlain Engineering     | Claude Ballot-Léna Jean-Louis Ricci  | Ford Cosworth DFL 3.3L V8 Atmo     | A     | 103   | + 6 tours                  |
| 11   | C2     | 103 | Spice Engineering           | Almo Coppelli Thorkild Thyrring      | Spice SE88C                        | G     | 101   | + 8 tours                  |
| 11   | C2     | 103 | Spice Engineering           | Almo Coppelli Thorkild Thyrring      | Ford Cosworth DFL 3.3L V8 Atmo     | G     | 101   | + 8 tours                  |
| 12   | C2     | 127 | Chamberlain Engineering     | Graham Duxbury (de) Nick Adams       | Spice SE86C                        | A     | 100   | + 9 tours                  |
| 12   | C2     | 127 | Chamberlain Engineering     | Graham Duxbury (de) Nick Adams       | Hart 418T 1.8L I4 Turbo            | A     | 100   | + 9 tours                  |
| 13   | C2     | 106 | Kelmar Racing               | Vito Veninata Pasquale Barberio      | Tiga GC85 (en)                     | A     | 98    | + 11 tours                 |
| 13   | C2     | 106 | Kelmar Racing               | Vito Veninata Pasquale Barberio      | Ford Cosworth DFL 3.3L V8 Atmo     | A     | 98    | + 11 tours                 |
| 14   | C2     | 115 | ADA Engineering             | John Sheldon Dudley Wood             | ADA 03                             | G     | 97    | + 12 tours                 |
| 14   | C2     | 115 | ADA Engineering             | John Sheldon Dudley Wood             | Ford Cosworth DFL 3.3L V8 Atmo     | G     | 97    | + 12 tours                 |
| 15   | C1     | 40  | Swiss Team Salamin          | Antoine Salamin Max Cohen-Olivar     | Porsche 962C                       | G     | 95    | + 14 tours                 |
| 15   | C1     | 40  | Swiss Team Salamin          | Antoine Salamin Max Cohen-Olivar     | Porsche Type-935 3.0L Flat-6 Turbo | G     | 95    | + 14 tours                 |
| 16   | C2     | 101 | Dollop Racing               | Nicola Marozzo (en) Jean-Pierre Frey | Argo JM19B                         | G     | 79    | + 30 tours                 |
| 16   | C2     | 101 | Dollop Racing               | Nicola Marozzo (en) Jean-Pierre Frey | Motori Moderni 2.0L V8 Turbo       | G     | 79    | + 30 tours                 |
| 17   | C2     | 117 | Team Lucky Strike Schanche  | Martin Schanche Will Hoy             | Argo JM19C                         | G     | 78    | + 31 tours                 |
| 17   | C2     | 117 | Team Lucky Strike Schanche  | Martin Schanche Will Hoy             | Ford Cosworth DFL 3.3L V8 Atmo     | G     | 78    | + 31 tours                 |
| Abd. | C1     | 2   | Silk Cut Jaguar             | Jan Lammers Johnny Dumfries          | Jaguar XJR-9                       | D     | 96    | Tête à queue               |
| Abd. | C1     | 2   | Silk Cut Jaguar             | Jan Lammers Johnny Dumfries          | Jaguar 7.0L V12 Atmo               | D     | 96    | Tête à queue               |
| Abd. | C2     | 121 | Cosmik GP Motorsport        | Philippe de Henning Costas Los       | Spice SE87C                        | G     | 89    | Problèmes électroniques    |
| Abd. | C2     | 121 | Cosmik GP Motorsport        | Philippe de Henning Costas Los       | Ford Cosworth DFL 3.3L V8 Atmo     | G     | 89    | Problèmes électroniques    |
| Abd. | C1     | 7   | Joest Racing                | Klaus Ludwig Bob Wollek              | Porsche 962C                       | G     | 62    | Boite de vitesses          |
| Abd. | C1     | 7   | Joest Racing                | Klaus Ludwig Bob Wollek              | Porsche Type-935 3.0L Flat-6 Turbo | G     | 62    | Boite de vitesses          |
| Abd. | C2     | 123 | Charles Ivey Racing         | Wayne Taylor Tim Harvey (en)         | Tiga GC287                         | D     | 45    | Fuite boite de vitesses    |
| Abd. | C2     | 123 | Charles Ivey Racing         | Wayne Taylor Tim Harvey (en)         | Porsche Type-935 2.8L Flat-6 Turbo | D     | 45    | Fuite boite de vitesses    |
| Abd. | C2     | 109 | Kelmar Racing               | Ranieri Randaccio Maurizio Gellini   | Tiga GC85 (en)                     | A     | 32    | Accident                   |
| Abd. | C2     | 109 | Kelmar Racing               | Ranieri Randaccio Maurizio Gellini   | Ford Cosworth DFL 3.3L V8 Atmo     | A     | 32    | Accident                   |
| Abd. | C2     | 177 | Automobiles Louis Descartes | Louis Descartes Jacques Heuclin      | ALD C2                             | A     | 30    | Culasse                    |
| Abd. | C2     | 177 | Automobiles Louis Descartes | Louis Descartes Jacques Heuclin      | BMW M80 3.5L I6 Atmo               | A     | 30    | Culasse                    |
| Np.  | C1     | 14  | Richard Lloyd Racing        | James Weaver Derek Bell              | Porsche 962C GTi                   | G     | -     | Accident durant le warm up |
| Np.  | C1     | 14  | Richard Lloyd Racing        | James Weaver Derek Bell              | Porsche Type-935 3.0L Flat-6 Turbo | G     | -     | Accident durant le warm up |

## Pole position et record du tour
- Pole position :  Jean-Louis Schlesser (#61 Team Sauber Mercedes) en 1 min 14 s 350
- Meilleur tour en course :  Jean-Louis Schlesser (#61 Team Sauber Mercedes) en 1 min 18 s 464

## À noter
- Longueur du circuit : 3,312 km
- Distance parcourue par les vainqueurs : 361,012 km